# 陳公相
陳公相（1551年—？），字子顯，號鑑塘，福建漳州府漳浦縣人，明朝政治人物。

## 生平
隆庆元年（1567年）丁卯科福建鄉試第二名，萬曆十一年（1583年）癸未科會試第二百二十名，登三甲第七十一名進士。刑部觀政，本年授知宣城县，坦易刚直，吏民畏服。岁仍旱潦，拯救多方，改折漕粟二万石，以去就争，卒报可。建待学书院，置养士田，文治大兴。去后民尸祝之。十七年升刑部主事，丁憂。二十五年復除户部主事，本年升员外郎，二十六年升郎中，二十七年升廣平府知府，本年調大名知府，萬曆三十年（1602年）調任浙江溫州府知府。三十二年升廣西副使，三十五年考察闲住。

## 家族
曾祖陳奐，曾任布政司左參議；祖父陳懋節，曾任壽官；父陳孜。母林氏。慈侍下。從兄陳錦（同科進士）。